# L'Honneur d'un capitaine
L'Honneur d'un capitaine is een Franse film van Pierre Schoendoerffer die werd uitgebracht in 1982.

## Samenvatting
In een tv-uitzending over twintig jaar Algerijnse onafhankelijkheid na de Algerijnse Oorlog wordt een Franse officier beschuldigd van oorlogsmisdaden. De officier sneuvelde in 1957. Zijn weduwe begint een proces wegens smaad, wat leidt tot een reconstructie van het Algerijnse drama, waarvan ze alleen incidenteel tijdens verloven van haar man iets had vernomen.
Talrijke flashbacks roepen het Algerijns strijdtoneel op. Het juridische steekspel in de rechtszaal biedt de acteurs flamboyante mogelijkheden.

## Rolverdeling
| Acteur              | Personage                    |
| ------------------- | ---------------------------- |
| Nicole Garcia       | de weduwe van Patricia Caron |
| Jacques Perrin      | kapitein Caron               |
| Charles Denner      | advocaat Gillard             |
| Georges Wilson      | de voorzitter van de balie   |
| Claude Jade         | advocate Valouin             |
| Robert Etcheverry   | commandant Guilloux          |
| Christophe Malavoy  | Antomarchi                   |
| Georges Marchal     | generaal Keller              |
| Florent Pagny       | La Ficelle                   |
| Jean Vigny          | professor Paulet             |
| Jean-François Poron | Jakez                        |
| Hubert Gignoux      | de rechter                   |
| Alain Bastien-Thiry | Pierre Caron                 |